# Saison 2005 de l'équipe cycliste féminine T-Mobile
La saison 2005 de l'équipe T-mobile est la quatrième de l'équipe. L'arrivée de Bob Stapleton à la tête de l'équipe et la séparation de la fédération américaine remodèle l'équipe. L'équipe devient allemande. L'arrivée de Stapleton rapproche également l'équipe féminine de celle masculine. L'effectif est fortement renouvelé, même si sept des huit coureuses sont américaines. Ina-Yoko Teutenberg intègre aussi l'équipe, elle en sera la principale sprinteuse pendant les huit années suivantes.  La réduction de l'effectif conduit sept coureuses américaines à partir. Parmi elles,  Deirdre Demet-Barry qui avait rapporté le plus de points au classement UCI les années précédentes et Amber Neben qui avait remporté le championnat des États-Unis en 2003.
Ina-Yoko Teutenberg rapporte plusieurs succès importants à l'équipe comme la Liberty Classic et l'épreuve de coupe du monde de Rotterdam. Kristin Armstrong, quant à elle, s'impose sur la Sea Otter Classic, gagne le titre national en contre-la-montre ainsi que la médaille d'or aux Jeux panaméricains dans le même exercice.

## Préparation de la saison

### Sponsors et financement de l'équipe
L'équipe est sponsorisée par T-mobile. Le matériel est de marque Giant. Des capteurs de puissance SRM sont installés dans les boîtes de pédalier,.
High Road Sports sponsorise également l'équipe et en est l'exploitant. Les autres sponsors sont : Shimano, Pearl Izumi, Trial-tir, Deda, Uvex, Smith, Clif Bar, First Endurance et Rocky Mounts.
L'équipe devient allemande.

### Arrivées et départs
Lors du stage de l'équipe qui a lieu à Solvang l'équipe 2005 est présentée. L'effectif de l'équipe est réduit à huit coureuses. L'équipe enregistre les arrivées de Rebecca Much, médaillée d'argent aux championnats du monde junior, Brooke Ourada, Kori Seehafer, toutes trois de nationalité américaine et de Ina-Yoko Teutenberg qui est certes de nationalité allemande mais qui vit depuis 2001 aux États-Unis. Elle doit être la sprinteuse de l'équipe.
La réduction de l'effectif conduit sept coureuses américaines à partir. Parmi elles,  Deirdre Demet-Barry qui avait rapporté le plus de points au classement UCI les années précédentes et Amber Neben qui avait remporté le championnat des États-Unis en 2003.
| Arrivée             | Équipe 2004                  |
| ------------------- | ---------------------------- |
| Rebecca Much        | Alan Factory Team            |
| Brooke Ourada       | Victory Brewing Cycling Team |
| Kori Seehafer       | Diet Rite                    |
| Ina-Yoko Teutenberg | libre                        |

| Départ                 | Équipe 2005                                 |
| ---------------------- | ------------------------------------------- |
| Kim Anderson           | Colavita/Cooking Light Women's Cycling Team |
| Dotsie Bausch          | Colavita/Cooking Light Women's Cycling Team |
| Deirdre Demet-Barry    | retraite [réf. souhaitée]                   |
| Lynn Gaggioli-Brotzman | SC Michela Fanini Record Rox                |
| Tanya Lindenmuth       |                                             |
| Amber Neben            | Buitenpoort-Flexpoint Team                  |
| Stacey Peters          | Helens/Trek/VW                              |

### Objectifs
Les objectifs de la saison sont de briller dans les courses de début de saison, les critériums puis le Tour d'Italie féminin avant le tour d'Allemagne.

## Coureurs et encadrement technique

### Effectif
| Coureur             | Date de naissance | Nationalité      | Équipe 2004                  |
| ------------------- | ----------------- | ---------------- | ---------------------------- |
| Kristin Armstrong   | 11 août 1973      | États-Unis       | T-Mobile                     |
| Kimberly Bruckner   | 19 juin 1970      | États-Unis       | T-Mobile                     |
| Mari Holden Paulsen | 30 mars 1971      | États-Unis       | T-Mobile                     |
| Lara Kroepsch       | 27 novembre 1978  | États-Unis       | T-Mobile                     |
| Rebecca Much        | 11 février 1986   | États-Unis       | Alan Factory Team            |
| Brooke Ourada       | 2 juin 1977       | Nouvelle-Zélande | Victory Brewing Cycling Team |
| Kori Seehafer       | 30 avril 1975     | États-Unis       | Diet Rite                    |
| Ina-Yoko Teutenberg | 28 octobre 1974   | Allemagne        | libre                        |

### Encadrement
Encadrement : 
- Directeur : Bob Stapleton[2],[10].
- Directeur sportif : Andrzej Bek[4].
- Mécanicien : Steve Kiusalas[4].
- Responsable média : Mari Holden[4].

L'arrivée de Stapleton rapproche également l'équipe féminine de celle masculine.

## Déroulement de la saison

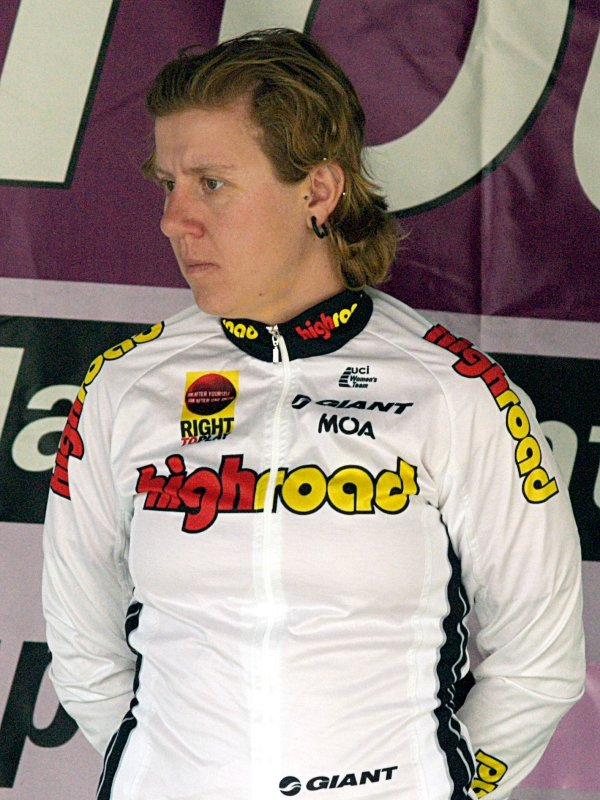
Ina-Yoko Teutenberg rejoint l'équipe en 2005

À la Redlands Bicycle Classic, Kristin Armstrong est deuxième du prologue. Sur la première étape, qui s'est résumée à une course de côte, Kimberly Baldwin est deuxième, Kristin Armstrong cinquième. Sur l'étape suivante, Ina-Yoko Teutenberg attaque à un tour de l'arrivée et ne se fait jamais rejoindre. Le lendemain, elle profite de l'attentisme des favorites pour partir de nouveau en échappée et s'imposer avec presque une minute d'avance. Kimberly Baldwin est troisième du classement général final,.
En avril, le prologue de la Sea Otter Classic permet à Kristin Armstrong de s'imposer et à Ina-Yoko Teutenberg de finir deuxième. Sur l'étape suivante, les deux coureuses se placent dans les échappées, mais se font reprendre. Dans la dernière montée, Kristin Armstrong part avec Tina Mayolo Pic et Christine Thorburn. Elle se fait battre au sprint par la deuxième et perd son maillot au jeu des bonifications. Dans la dernière étape, Mari Holden prend l'échappée matinale. Quand l'écart diminue entre cette échappée et le peloton, Ina-Yoko Teutenberg décide de faire le saut. Par la suite, Thorburn et Pic attaquent avec Armstrong dans la roue. Elles reprennent Grace Fleury, rescapée de l'échappée initiale. La position d'Ina-Yoko Teutenberg à l'avant de la course permet à Kristin Armstrong d'économiser ses forces. Quand le groupe reprend l'Allemande, elle peut contrer l'attaque de Thorburn et gagner l'étape et le classement général de l'épreuve.
Fin avril, au Tour of the Gila, Kimberly Baldwin est deuxième du contre-la-montre de la première étape. Elle gagne ensuite la deuxième étape avec plus d'une minute d'avance, ce qui lui permet d'endosser le maillot de leader. Ina-Yoko Teutenberg gagne la troisième étape. Enfin Kimberly Baldwin gagne la dernière étape et par la même occasion le Tour,.
Aux Jeux panaméricains, Kristin Armstrong obtient la médaille d'or en contre-la-montre individuel.
Sur la Liberty Classic, l'équipe contrôle la course afin de placer Ina-Yoko Teutenberg dans les meilleures conditions pour le sprint. L'Allemande, qui est une habituée de l'épreuve, s'y impose donc pour la première fois.
Sur les championnats américains, Kristin Armstrong gagne le titre en contre-la-montre. Sur l'épreuve en ligne, les membres de l'équipe ne sont pas dans les huit premières.
Contrairement à l'objectif fixé en début de saison, l'équipe ne participe pas au Tour d'Italie.
En septembre, au Boels Ladies Tour, Ina-Yoko Teutenberg finit deuxième du sprint de la troisième étape, puis remporte l'étape 4a. Le 5 du même mois, elle gagne sa première manche de coupe du monde à Rotterdam avec l'équipe d'Allemagne. Elle est partie dans une échappée de dix coureuses à quarante kilomètres de l'arrivée. À dix kilomètres du but, Ina-Yoko Teutenberg place une attaque et est suivie par Alessandra D'Ettorre et Luisa Tamanini. Elle bat au sprint ses compagnons d'échappée pour s'imposer. La semaine suivante, elle termine cinquième du sprint dans la manche de coupe du monde du Tour de Nuremberg.
Kristin Armstrong est l'unique coureuse de l'équipe sélectionnée pour le contre-la-montre des championnats du monde. Elle obtient la médaille de bronze. Sur la course en ligne, Ina-Yoko Teutenberg fait partie de l'équipe d'Allemagne,  Kori Sehafer rejoint Kristin Armstrong dans la sélection américaine. Kristin Armstrong est la première de l'équipe à la dix-septième place.

## Bilan de la saison
L'équipe remporte neuf victoires UCI durant la saison. En incluant les courses hors calendrier international, le site du cyclisme en dénombre trente.

### Victoires

#### Sur route UCI
| Date          | Course                                             | Pays       | Classe | Vainqueur           |
| ------------- | -------------------------------------------------- | ---------- | ------ | ------------------- |
| 2 avril       | 2e étape de la Redlands Bicycle Classic            | États-Unis | 2.2    | Ina-Yoko Teutenberg |
| 3 avril       | 3e étape de la Redlands Bicycle Classic            | États-Unis | 2.2    | Ina-Yoko Teutenberg |
| 14 avril      | Prologue de la Sea Otter Classic                   | États-Unis | 2.2    | Kristin Armstrong   |
| 16 avril      | 2e étape de la Sea Otter Classic                   | États-Unis | 2.2    | Kristin Armstrong   |
| 16 avril      | Classement général de la Sea Otter Classic         | États-Unis | 2.2    | Kristin Armstrong   |
| 25 avril      | Jeux panaméricains contre-la-montre                | États-Unis |        | Kristin Armstrong   |
| 5 juin        | Liberty Classic                                    | États-Unis | 1.1    | Ina-Yoko Teutenberg |
| 21 juin       | Championnat des États-Unis contre-la-montre        | États-Unis | CN     | Kristin Armstrong   |
| 21 juin       | Championnat des États-Unis contre-la-montre espoir | États-Unis | CN     | Rebecca Much        |
| 1er septembre | Étape 4a du BrainWash Ladies Tour                  | Pays-Bas   | 2.1    | Ina-Yoko Teutenberg |
| 4 septembre   | Rotterdam Tour                                     | Pays-Bas   | CDM    | Ina-Yoko Teutenberg |

#### Sur route, circuit américain
L'équipe est principalement active en Amérique du Nord. Les courses qui s'y déroulent ne font généralement pas partie du calendrier UCI malgré une participation et une dotation équivalente. Le tableau suivant résume les victoires d'importance sur le circuit américain, en particulier sur l'USA Cycling National Racing Calendar.
| Date       | Course                                       | Pays       | Classe    | Vainqueur           |
| ---------- | -------------------------------------------- | ---------- | --------- | ------------------- |
| 18 février | 1re étape de la Valley of the Sun Stage Race | États-Unis | nationale | Kristin Armstrong   |
| 19 février | 2e étape de la Valley of the Sun Stage Race  | États-Unis | nationale | Ina-Yoko Teutenberg |
| 20 février | 3e étape de la Valley of the Sun Stage Race  | États-Unis | nationale | Ina-Yoko Teutenberg |
| 20 février | Valley of the Sun Stage Race                 | États-Unis | nationale | Kristin Armstrong   |
| 5 mars     | 1re étape à Merced (espoirs)                 | États-Unis | nationale | Ina-Yoko Teutenberg |
| 6 mars     | 2e étape à Merced (espoirs)                  | États-Unis | nationale | Ina-Yoko Teutenberg |
| 18 mars    | 1re étape de la San Dimas Stage Race         | États-Unis | nationale | Kristin Armstrong   |
| 24 avril   | 3e étape de la Vuelta de Bisbee              | États-Unis | nationale | Brooke Ourada       |
| 24 avril   | Vuelta de Bisbee                             | États-Unis | nationale | Brooke Ourada       |
| 28 avril   | 2e étape du Tour of the Gila                 | États-Unis | nationale | Kimberly Bruckner   |
| 29 avril   | 3e étape du Tour of the Gila                 | États-Unis | nationale | Ina-Yoko Teutenberg |
| 1er mai    | 5e étape du Tour of the Gila                 | États-Unis | nationale | Kimberly Bruckner   |
| 1er mai    | Tour of the Gila                             | États-Unis | nationale | Kimberly Bruckner   |
| 26 mai     | Grand Prix de Richmond                       | États-Unis | nationale | Ina-Yoko Teutenberg |
| 25 juillet | 1re étape du Tour de Toona                   | États-Unis | nationale | Kristin Armstrong   |
| 26 juillet | 2e étape du Tour de Toona                    | États-Unis | nationale | Ina-Yoko Teutenberg |
| 28 juillet | 4e étape du Tour de Toona                    | États-Unis | nationale | Kori Seehafer       |
| 6 août     | Grand Prix de Charlotte                      | États-Unis | nationale | Ina-Yoko Teutenberg |
| 14 août    | Grand Prix de Manhattan Beach                | États-Unis | nationale | Ina-Yoko Teutenberg |

### Classement UCI
| Rang | Coureur             | Points |
| ---- | ------------------- | ------ |
| 15   | Ina-Yoko Teutenberg | 273    |
| 21   | Kristin Armstrong   | 236    |
| 89   | Kimberly Bruckner   | 31     |